# Terminal de Ómnibus de Concepción (Tucumán)
La Estación de Transferencia de Pasajeros de la Ciudad de Concepción es una terminal de ómnibus ubicada en la ciudad de Concepción, Provincia de Tucumán, Argentina. Se encuentra entre la Avenida Nasif Estéfano y Ruta Nacional 65.

## Historia
La primera iniciativa para construir la terminal de ómnibus fue realizada en los años 60 (1961) por concejales municipales de Concepción. Ya durante la intendencia de Eduardo Vela se inició la construcción de una terminal de ómnibus en el sector noroeste de la ciudad, en la cual solo se logró realizar los andenes y los techos respectivos. Esta obra no fue concluida y posteriormente quedaría en el abandono.
En el año 2005 se realizó un concurso para elegir el proyecto arquitectónico de la actual terminal de ómnibus resultando ganador el estudio de arquitectura Esteban-Gaffuri-Torrado. Por ello en 2011 se anuncia la construcción de la terminal de Concepción, la cual comienza en 2013 pero fue interrumpida en 2015.
En 2016 la obra fue continuada se retomaron los trabajos de la obra siendo finalizada en 2018 e inaugurada el 5 de junio de ese año por el ministro del interior Rogelio Frigerio, el gobernador Juan Manzur y el intendente de Concepción Roberto Sánchez ante la presencia de 5000 personas. Esta obra tuvo un costo final de ARS 50 000 000 trasladando los ómnibus que anteriormente paraban en calle Italia de la ciudad.

## Descripción
La Estación de Ómnibus de Concepción ocupa una superficie de 3000 metros cuadrados teniendo dos plantas. En la planta baja se encuentran las 15 dársenas para ómnibus, 15 locales comerciales, un restaurante, sanitarios, sucursal bancaria, cabinas telefónicas, sucursal de correos, servicio de despacho de encomiendas y una sala de espera climatizada. Mientras en la planta alta está el sector administrativo y las boleterías de las empresas. 
Alrededor de la terminal se ubica un lugar de esparcimiento y ejercitación que cuenta con iluminación, juegos infantiles y una pista de atletismo. Además, la terminal posee un estacionamiento vehicular con capacidad para 80 vehículos y paradas de taxis y colectivos urbanos para despacho y arribo de pasajeros. El edificio es de planta irregular formado por dos tiras bajas unidas por la nave central de estructura, la cual es vidriada. Esta nave principal está sostenida por columnas de hormigón y vigas metálicas, las cuáles soportan la cubierta.